# Toppet skallesluger
Toppet skallesluger (Mergus serrator) er en dykand. Den er almindelig i Danmark og i dele af det øvrige Nordeuropa samt det nordlige Asien og Nordamerika.

## Kendetegn
Toppet skallesluger er en mellemstor and med et spættet udseende. Længden er 52-59 cm og vingespændet 67-82 cm.
I sommerdragten har hannen et sort hoved, der er grønt metalglinsende, strittende nakkefjer, røde øjne og et langt rødt næb. Resten af fjerdragten er spraglet, og det længdestribede, rustbrune bryst er karakteristisk i forhold til den nært beslægtede store skalleslugers hvide bryst.
Hannens top og markante farver fremvises, når den gør kur til en hun. Samtidig indtager den en stilling med fremstrakt hals og åbent næb. Hannens stemme er svag og høres sjældent. Den kan beskrives som en rytmisk "tjika ... pi-tjiih". I yngletiden råber hannen et dybt varmt gwäng, et nasalt krikiräh eller flere gange et krikirie-krikriee. Hunnen stemme er en række rag-rag....

### Forveksling
Hunnen kan forveksles med hun af stor skallesluger, der dog har en mere tydelig grænse mellem det kastanjebrune hoved og den grå hals, en mindre hvid hage og en kortere, mere strittende nakketop.

## Levevis
I sensommeren fælder de deres svingfjer. I denne periode ligger fuglene i tætte flokke på vandet i dagtimerne, men spredes og fouragerer tidligt om morgenen og formodentlig også i nattetimerne. Det anses for vigtigt i denne periode at begrænse færdslen (sejlads, fiskeri m.v.) i fældningsområderne.

## Udbredelse
Den toppede skallesluger findes i Europa, Asien og Nordamerika og forekommer især i de nordlige egne, hvor den yngler ved kysterne og i indlandets søer og floder. I Europa forekommer den særligt i den nordvestlige del og i et bælte videre gennem det nordlige Rusland. Danmark ligger på artens sydgrænse i Europa og den er almindelig langs de beskyttede danske kyster og de større fjorde. Desuden yngler den enkelte steder på ferskvandslokaliteter, bl.a. i kystlaguner, hvor de holder til på små holme, hvor der ikke er rovdyr. Ynglebestanden er vurderet som sårbar på den danske rødliste.
Hvert efterår trækker ca. 20.000 toppede skalleslugere til Danmark nordfra. De er enten på vej til overvintringskvartererne længere sydpå eller de bliver i Danmark for at overvintre. Fuglene ankommer i oktober-november. De lavvandede danske farvande er et vigtigt overvintringsområde. Over 10 % af den nordvesteuropæiske bestand overvintrer i Danmark, herunder størstedelen af den danske ynglebestand. Den toppede skallesluger overvintrer endvidere langs Vesteuropas kyster og i mindre omfang i Middelhavsområdet. De nordrussiske fugle overvintrer ved kysterne i den østlige del af Middelhavet, Sortehavet, Kaspiske hav samt i Kina og Japan. Hele året ses toppet skallesluger i dele af Alaska samt Island, Danmark, det sydlige Norge, den svenske vestkyst og i størstedelen af Storbritannien ses den hele året
Den globale bestand er nogenlunde stabil. I Europa har der været nedgang i den svenske, norske og russiske bestand, hvilket dog er blevet udlignet af vækst i den finske bestand.

## Yngletiden
Omkring 2000-3000 par toppede skalleslugere yngler årligt i Danmark. Reden placeres nær vandet, i skjul af sten eller under en busk, gemt i tæt vegetation eller i sprækker og hulrum. Ofte placeres reden i terne- og mågekolonier. Hunnen lægger i gennemsnit 8 til 10 æg. Æggene lægges i maj i Danmark og i juni længere mod nord. De er grågule og ruges af hunnen i ca. 30 døgn. Den toppede skallesluger lægger et kuld om året, og hunnen passer ællingerne i 60-65 døgn frem til de er flyvedygtige. Efter klækningen føres ungerne til havet, hvor de dykker efter små krebsdyr. Det er ret almindeligt at se hunner optage flere kuld i flokken. 30 ællinger er ikke ualmindeligt. Det skyldes, at nogle hunner er særlig gode til at kalde ællingerne til sig. De andre hunner holder da til i udkanten af gruppen som "tanter".

## Føde
Det lange næb med tandlignende hornlameller er et effektivt middel til at fange småfisk som f.eks hundestejle, skalle og ålekvabbe. Desuden lever den af mindre krebsdyr og plantemateriale.